# Jerzy Kotliński (zootechnik)

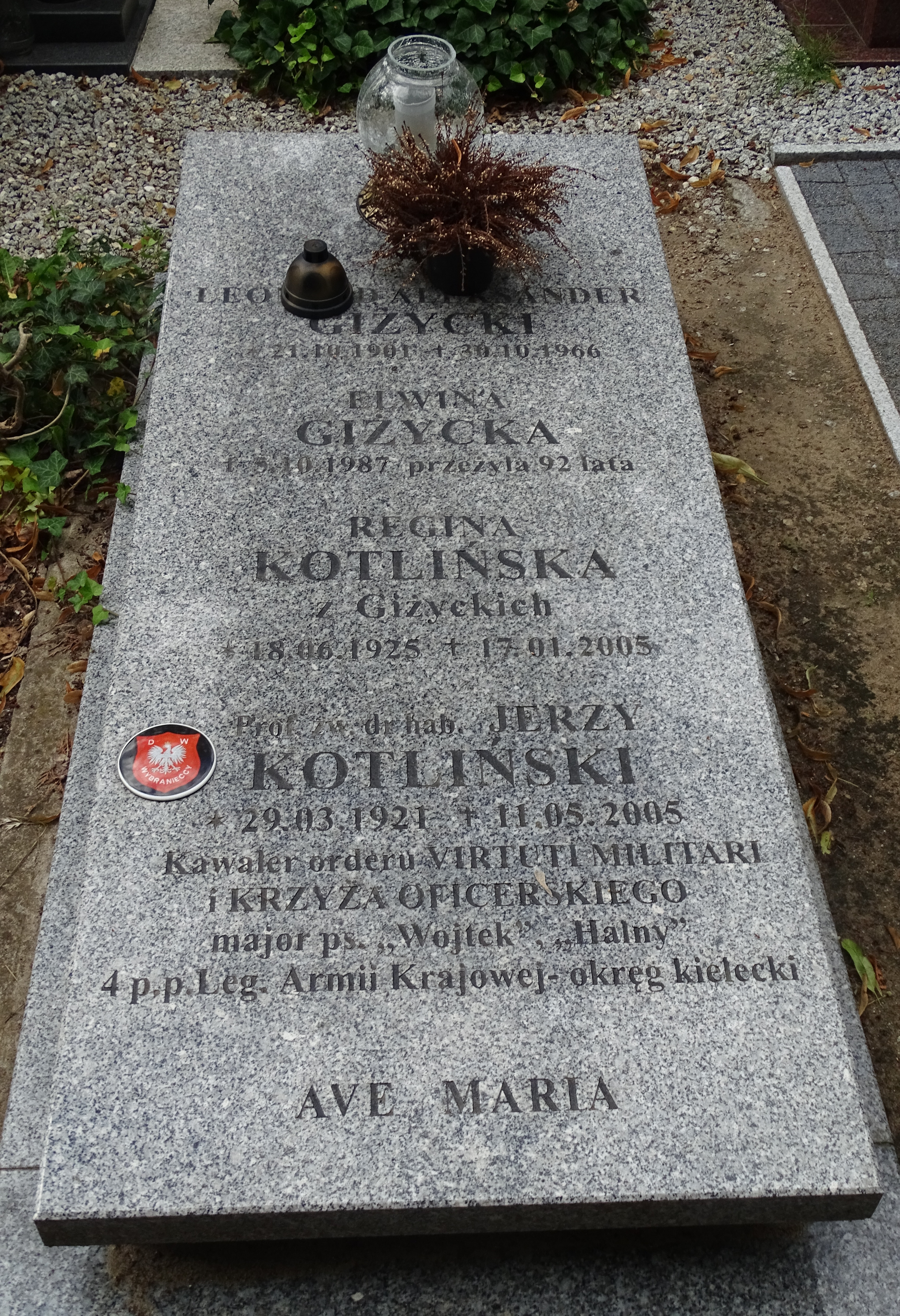
Grób Jerzego Kotlińskiego na cmentarzu Świętej Rodziny

Jerzy Kotliński (ur. 29 marca 1921 w Piaskach, zm. 11 maja 2005) – polski zootechnik, profesor, partyzant Oddziału Wybranieccy.
W dzieciństwie zamieszkał w Kielcach i ukończył tam Gimnazjum im. Jana Śniadeckiego. W czasie kampanii wrześniowej walczył w składzie 4 Pułku Piechoty Legionów, został wzięty do niewoli, po ucieczce powrócił do Kielc i zatrudnił się jako robotnik. Jednocześnie, od jesieni 1940 działał w podziemiu, od marca 1943 był żołnierzem Oddziału Wybranieckich Armii Krajowej. W latach 1945–1949 studiował nauki rolne na Uniwersytecie i Politechnice we Wrocławiu. Już na studiach został zatrudniony na Wydziale Rolniczym, który wszedł potem w skład Akademii Rolniczej i w uczelni tej pracował naukowo do emerytury w 1991, uzyskując doktorat w 1951, habilitację w 1964, tytuł profesora nadzwyczajnego w 1973, a zwyczajnego w 1980. Specjalizował się w badaniach nad hodowlą zwierząt, zwłaszcza trzody chlewnej, publikując ponad 200 prac naukowych i kilka skryptów. Po zakończeniu kariery naukowej pisał wiersze oraz książki poświęcone dziejom swojego oddziału partyzanckiego.
Pochowany na wrocławskim cmentarzu Świętej Rodziny.

## Odznaczenia[1]
- Krzyż Srebrny Orderu Virtuti Militari
- Krzyż Walecznych
- Krzyż Kampanii Wrześniowej 1939
- Krzyż Oficerski OOP